# Sergentomyia mbankdakai
Sergentomyia mbankdakai är en tvåvingeart som först beskrevs av Emile Abonnenc 1970.  Sergentomyia mbankdakai ingår i släktet Sergentomyia och familjen fjärilsmyggor.
Artens utbredningsområde är Kongo. Inga underarter finns listade i Catalogue of Life.